# Polycentropus encera
Polycentropus encera är en nattsländeart som beskrevs av Donald G. Denning 1968. Polycentropus encera ingår i släktet Polycentropus och familjen fångstnätnattsländor. Inga underarter finns listade i Catalogue of Life.